# Hemiloapis mena
Hemiloapis mena är en skalbaggsart som beskrevs av Martins och Maria Helena M. Galileo 2006. Hemiloapis mena ingår i släktet Hemiloapis och familjen långhorningar. Inga underarter finns listade i Catalogue of Life.